# Presa de Maravillas
Presa de Maravillas är en ort i Mexiko.   Den ligger i kommunen Villanueva och delstaten Zacatecas, i den centrala delen av landet, 500 km nordväst om huvudstaden Mexico City. Presa de Maravillas ligger 2 207 meter över havet och antalet invånare är 132.
Terrängen runt Presa de Maravillas är varierad, och sluttar brant västerut. Runt Presa de Maravillas är det ganska glesbefolkat, med 50 invånare per kvadratkilometer. Närmaste större samhälle är González Ortega, 9,6 km norr om Presa de Maravillas. Trakten runt Presa de Maravillas består i huvudsak av gräsmarker.